# El Arenal, Motozintla
El Arenal är en ort i Mexiko.   Den ligger i kommunen Motozintla och delstaten Chiapas, i den sydöstra delen av landet, 900 km sydost om huvudstaden Mexico City. El Arenal ligger 2 451 meter över havet och antalet invånare är 137.
Terrängen runt El Arenal är bergig västerut, men österut är den kuperad. Runt El Arenal är det ganska tätbefolkat, med 78 invånare per kvadratkilometer. Närmaste större samhälle är Motozintla de Mendoza, 9,8 km sydost om El Arenal. Omgivningarna runt El Arenal är en mosaik av jordbruksmark och naturlig växtlighet.